# Turdoides altirostris
Turdoides altirostris là một loài chim trong họ Leiothrichidae.
Loài này được tìm thấy ở Iraq và tây nam Iran.